# Hans Ehrenberg (Mineraloge)
Hans Ehrenberg (* 16. Juni 1894 in Höntrop; † 2. April 1977 in Bad Godesberg) war ein deutscher Diplom-Ingenieur, ordentlicher Professor für Mineralogie und Lagerstättenkunde sowie Rektor der RWTH Aachen.

## Leben und Wirken

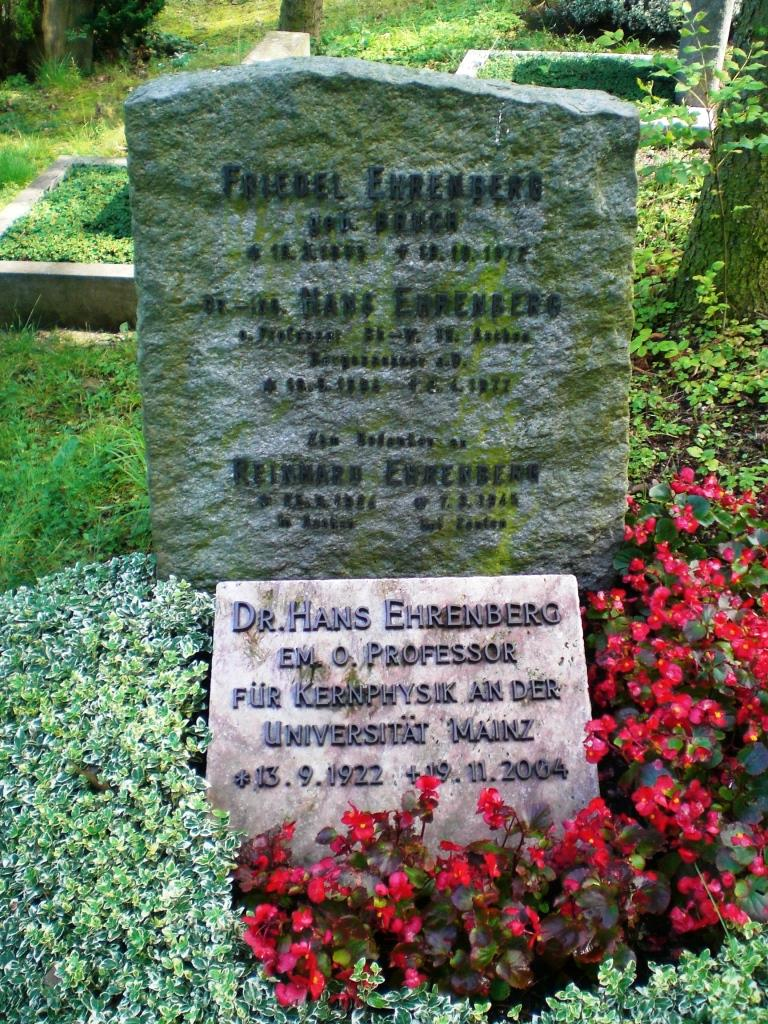
Grabstätte Familie Hans Ehrenberg in Bonn-Poppelsdorf

Nach seinem Abitur im Jahr 1913 studierte Ehrenberg Bergbau und Mineralogie in Freiburg, Bonn, Aachen und Berlin. Am Ersten Weltkrieg beteiligte er sich als Kriegsfreiwilliger, seit 1917 als Leutnant der Reserve. 1919 wurde er im Corps Rhenania Freiburg recipiert. Er absolvierte 1920 das Bergreferendarexamen und wurde 1927 zum Dr.-Ing. promoviert. Nach langjähriger Assistententätigkeit habilitierte er sich 1930 an der TH Aachen. Zum 1. Mai 1933 trat er der NSDAP bei (Mitgliedsnummer 2.098.366). Von 1934 bis zu seiner Entlassung 1945 lehrte er als ordentlicher Professor für Mineralogie und Lagerstättenlehre in Aachen. Im Jahr 1939 wurde Ehrenberg zum Kriegsdienst eingezogen; die Leitung des Instituts übernahm in dieser Zeit die bisherige Privatdozentin Doris Schachner. Zwei Jahre später wurde Ehrenberg vom Kriegsdienst freigestellt. Von 1941 bis 1945 leitete er als Nachfolger von Alfred Buntru die TH Aachen als Rektor. Gleichzeitig ließ er die Forschung und Lehre am Institut für Mineralogie und Lagerstättenkunde mangels personeller und organisatorischer Möglichkeiten einstellen. Im Jahr 1945 wurde Ehrenberg aus politischen Gründen entlassen, 1958 wurde er offiziell emeritiert.
Hans Ehrenberg fand seine letzte Ruhestätte im Familiengrab auf dem Friedhof Poppelsdorf. Sein gleichnamiger Sohn war ebenfalls ordentlicher Professor sowie Direktor des Instituts für Kernphysik an der Universität Mainz.

## Ehrenbergs Rolle im nationalsozialistischen Staat
Die Ernennung Hans Ehrenbergs senior als Rektor der Technischen Hochschule Aachen war eine logische Entwicklung einerseits seines konsequenten und überzeugten Eintretens als Dozentenbundführer für den Nationalsozialismus und seiner Mitgliedschaft in der SS im Rang eines Hauptsturmführers (seit 1933) sowie andererseits auf Grund der immer zahlreicheren Ablösungen von bisherigen noch in der Weimarer Republik ernannten Hochschullehrern durch eine neue Generation von politisch geschulten und speziell ausgesuchten Kräften. Mit dieser Wahl übernahm er auch die Aufgaben eines Abwehrbeauftragten und war dadurch unter anderem befugt, sämtliche Publikationen vor ihrer Veröffentlichung zu sichten. Ferner baute er die von Otto Gruber begründete geheime Organisation „Mittelstelle für Heimatschutz“ aus, die in Belgien und den Niederlanden die NS-Agitationen unterstützte. Mit dieser Gruppierung wollte er seine Polemik gegen den Friedensvertrag von Versailles verknüpfen und die Zuständigkeiten der Aachener Hochschule für die westlichen und mittlerweile besetzten dem Deutschen Reich angeschlossenen Nachbarländer ausweiten.
Doch mit zunehmender Dauer des Zweiten Weltkrieges war Ehrenberg durch die ab 1943 immer heftiger werdenden alliierten Luftangriffe und später auch auf Grund des Anmarsches der Alliierten Truppen auf Aachen dazu gezwungen, den Lehrbetrieb immer wieder zu unterbrechen, sein Personal zu Brandschutz- und Reparaturmaßnahmen anzuhalten sowie letztendlich verschiedene Institute in weniger gefährdete Gebiete auszulagern. Nachdem die TH bereits zu fast 70 % zerstört worden war, erfolgte am 11. September 1944 auf Anordnung des Kreisleiters Rudolf Schmeer und des Reichsverteidigungskommissars Josef Grohé die endgültige Evakuierung nach Dillenburg. Mehrere Kollegen, wie beispielsweise Walter Rogowski, die sich diesen Anordnungen widersetzten und lieber ins benachbarte Belgien ausweichen wollten, ließ Ehrenberg noch vor ihrer Flucht verhaften.
In Dillenburg blieb Ehrenberg bis zum Einmarsch der amerikanischen Truppen ein regimetreuer Rektor, floh aber schließlich am 23. März 1945 nach Wachenhausen bei Hannover. Vier Wochen nach Kriegsende tauchte Ehrenberg wieder in Dillenburg auf, bezeichnete sich als nicht mehr im Amt befindlich und bestätigte noch die Wahl seines Nachfolgers und Interimsrektors Gustav Plessow. Im Gegensatz zu Buntru, Gruber und anderen erhielt Ehrenberg keine Entlastungsschreiben für sein Entnazifizierungsverfahren und wurde auch von ehemaligen „Mitläufern“ für die Politisierung der Hochschule mitverantwortlich gemacht. Als Wissenschaftler spielte er fortan keine nennenswerte Rolle mehr.
Im Rahmen ihrer aktuellen Aufarbeitungen der Tätigkeiten ihrer Hochschulangehörigen während der Zeit des Nationalsozialismus setzt sich das Historische Institut der RWTH Aachen in diesem Zusammenhang in mehreren Schriften auch intensiv mit dem Wirken von Hans Ehrenberg auseinander.